# Zalishchyky
Zalischyky (tiếng Ukraina: Заліщики) là một thành phố của Ukraina. Thành phố này thuộc tỉnh Ternopil. Thành phố này có diện tích ? km2, dân số theo điều tra dân số năm 2022 là 8928 người.